# Kein Feuer im Winter
Kein Feuer im Winter ist ein Schweizer Film aus dem Jahr 2004. Regie führte Greg Zglinski, das Drehbuch hat Zglinski zusammen mit Pierre-Pascal Rossi geschrieben.

## Handlung
Im Winter des ländlichen Schweizer Juras versuchen Jean und Laure den Tod ihrer fünfjährigen Tochter, die ein halbes Jahr zuvor in den Flammen umkam, zu verarbeiten. Dies versuchen sie mit unterschiedlichen Methoden. Während Laures Depression immer stärker wird und sie sich selber in eine psychiatrische Klinik einliefern lässt, plagt Jean die Erinnerung, was seine Schuldgefühle verstummen lässt.
Wegen der fehlenden Bewirtschaftung des Hofes gerät das Paar immer mehr in finanzielle Schwierigkeiten. Schlussendlich verlässt Jean den Hof und geht in die Stadt, wo er in einer Metallfabrik arbeitet und versucht, seine Erinnerungen an das Unglück zu vergessen.
In der Fabrik lernt er die Kosovo-Albaner Kastriot und dessen Schwester Labinota kennen, welche alle ihre Angehörigen im Bürgerkrieg verloren haben. Gleichzeitig entfremdet sich Laure von Jean, stattdessen nähern sich Jean und Labinota an. Durch die harten Schicksalsschläge, den interkulturellen Austausch und die Tapferkeit der jungen Frau lernt Jean mit seinen Ängsten und seinen Kummer umzugehen, während seine abgeschottete Frau nach und nach wieder den Kontakt mit ihm sucht.

## Kritiken
„Der strenge, zu Herzen gehende Film erzählt seine spröde Geschichte unterkühlt und macht doch auch das tiefe Leid als Hoffnung seiner Protagonisten erfahrbar.“